# Naparstnica purpurowa

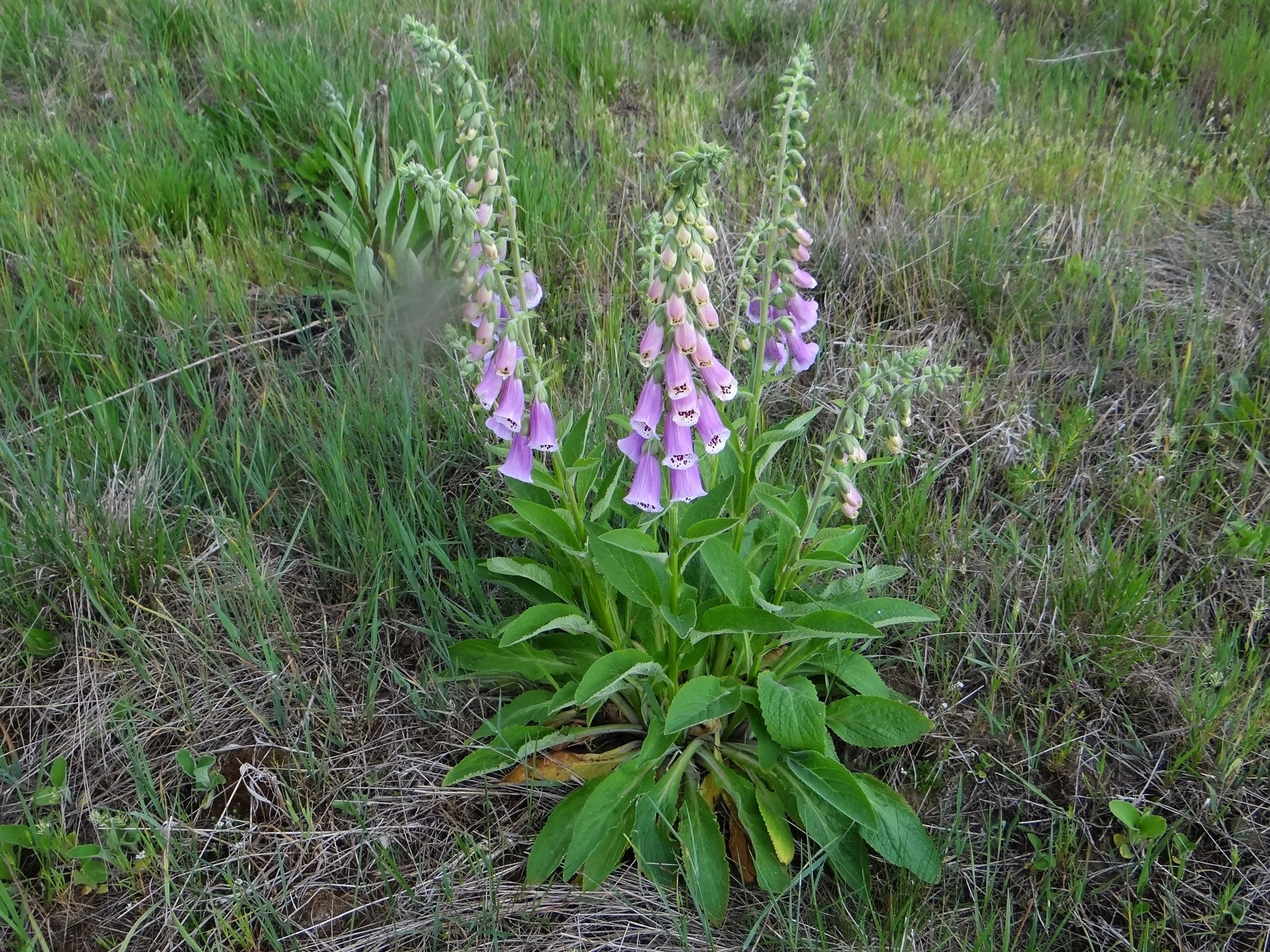
Pokrój

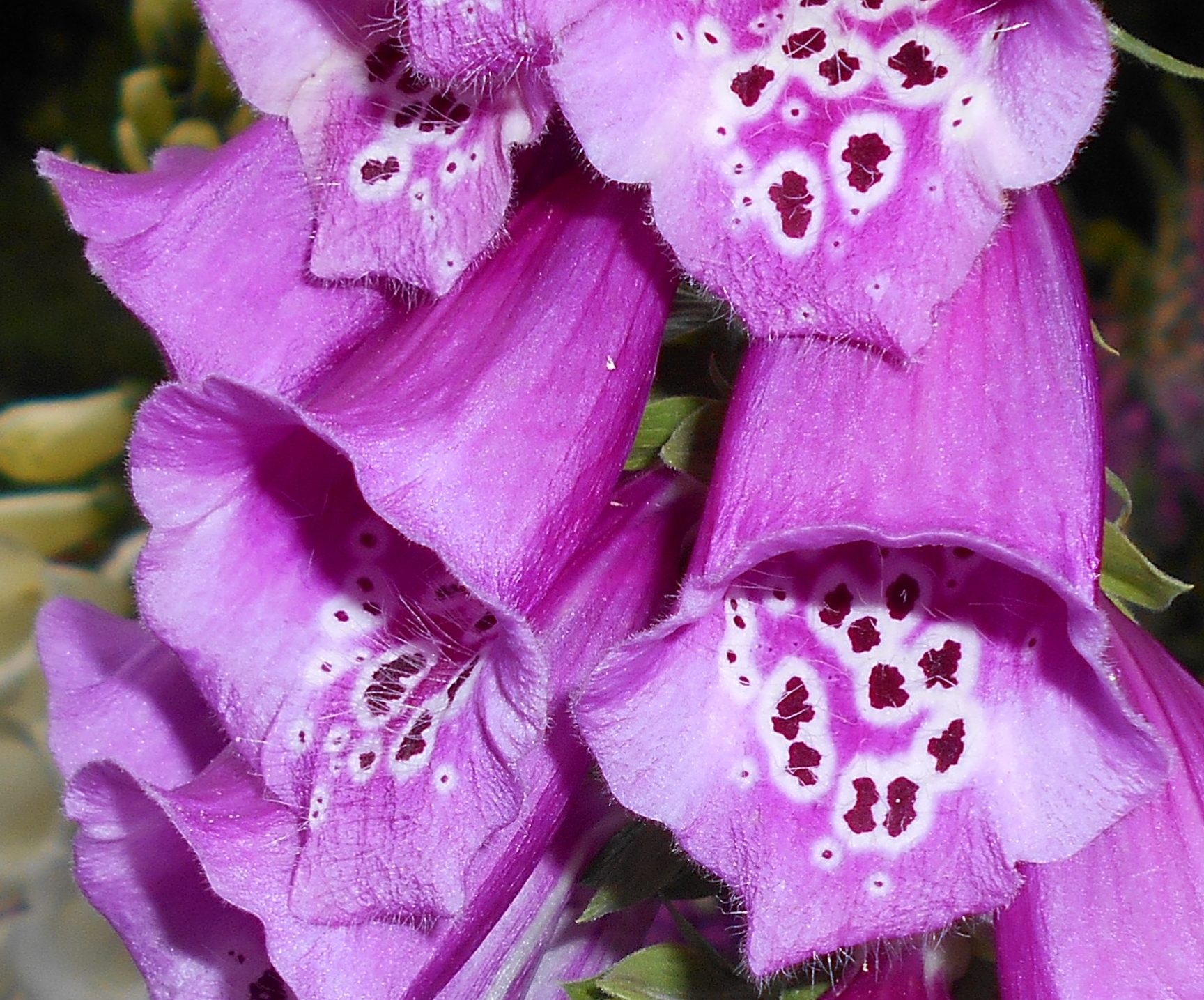
Kwiaty

Naparstnica purpurowa (Digitalis purpurea L.) – gatunek rośliny należący do rodziny babkowatych (według systemów XX-wiecznych do trędownikowatych). Po raz pierwszy została opisana w 1542 r. przez szwajcarskiego botanika Leonharta Fuchsa w jego dziele zatytułowanym New Kreuterbüch, a w XVIII wprowadzono ją do oficjalnej medycyny.

## Występowanie
Gatunek atlantycki. Występuje dziko w zachodniej Europie (wraz z Półwyspem Iberyjskim) i środkowej, poza tym w północnej Afryce (Maroko). Zawleczony do niektórych rejonów Ameryki Północnej i Południowej, do południowej Australii i Nowej Zelandii. We Francji w większej części kraju poza pasem śródziemnomorskim, w Alpach do 1000 m n.p.m., w Pirenejach nawet do 1800 m n.p.m., najpospolitsza w Bretanii i Normandii, rośnie także na Korsyce, gdzie jest również pospolita. W Niemczech pierwotnie w części zachodniej po góry Harzu i Las Turyński, ale obecnie rośnie dziko w całym kraju. Spotykany w południowej Skandynawii. W Czechach zdziczały od XIX w., w niektórych rejonach (Jesioniki) pospolity.
Na ziemiach polskich gatunek został rozpowszechniony w XVIII-XIX w. jako roślina ozdobna i samorzutnie rozprzestrzenił się w środowisku. W polskiej florze ma status kenofita (ergazjofigofit). Występuje na rozproszonych stanowiskach niemal w całym kraju – najliczniejszy jest w południowo-zachodniej jego części, a najrzadziej lub brak go zupełnie w części północno-wschodniej i południowo-wschodniej. Lokalnie występuje bardzo obficie np. na halach pasterskich na Starym Groniu w Beskidzie Śląskim.

## Morfologia
ŁodygaPojedyncza, gruba wzniesiona łodyga wyrasta z kłącza do 150 cm wysokości. W górnej swojej części jest okryta gęstymi, drobnymi włoskami.
LiściePrzy ziemi posiada różyczkę liści odziomkowych. Także łodyga jest skrętolegle ulistniona. Liście łodygowe są siedzące. Na dolnej stronie liście są delikatnie omszone. Cały liść ma około 10–40 cm długości i 4–15 cm szerokości. Blaszka jest jajowato lancetowata lub szeroko jajowata. Górna powierzchnia jest zielona a dolna szarawozielona. Szczyt lekko zaostrzony, brzeg nieregularnie karbowany, ząbkowany lub piłkowany. Nasada spływająca (po ogonku). Unerwienie pierzaste, boczne nerwy wystające szczególnie na dolnej powierzchni odchodzą pod kątem około 45° i łączą się blisko brzegu. Drobne nerwy kończą się w każdym ząbku na brzegu blaszki a dolne nerwy zbiegają w dół oskrzydlonego ogonka.
KwiatyW górnej części łodygi wyrastają kwiaty tworząc jednostronne grono. Duże, zwieszające się w dół kwiaty, rosnące na gruczołowato omszonych, krótkich szypułkach mają purpurowoczerwony kolor, wewnątrz mają ciemniejsze plamki. Rurkowato dzwonkowa korona kwiatowa jest wewnątrz owłosiona. Pięciodziałkowy kielich kwiatowy jest tylko przy nasadzie nieco zrośnięty. W kwiatku jest jeden słupek z długą i cienką szyjką, oraz 4 pręciki, przy czym dwa są wyższe, a dwa niższe.
OwocTorebka o jajowatym kształcie, pękająca wzdłużnie. Znajduje się w niej bardzo dużo drobnych, czarnych nasion.

## Biologia i ekologia
- Na ogół roślina dwuletnia, niekiedy bylina[5]. Kwiaty są przedprątne, tzn. że w jednym kwiecie pręciki dojrzewają wcześniej, niż słupek. Jest to zabezpieczenie przed samozapyleniem. Kwiaty zapylane są przez owady[potrzebny przypis]. Naparstnica kwitnie od czerwca do sierpnia[12].
- Siedlisko: rośnie głównie w świetlistych lasach, w wolnych przestrzeniach kosodrzewiny, na porębach leśnych, na obrzeżach lasów, w ziołoroślach górskich. Nie robi jej różnicy, czy podłoże jest wapienne, czy granitowe, wszędzie jednak wymaga do swojego wzrostu żyznej gleby. Hemikryptofit.
- Fitosocjologia: gatunek charakterystyczny dla Ass. Digitali-Epilobietum[13].
- Roślina trująca: Składniki chemiczne i działanie toksyczne podobnie jak u naparstnicy zwyczajnej.
- Liczba chromosomów 2n= 56[12].

## Zastosowanie

### Roślina lecznicza
Naparstnica do medycyny została wprowadzona przez brytyjskiego lekarza Williama Witheringa, który ordynował ją na obrzęki.
Surowiec zielarskiLiść naparstnicy purpurowej (Digitalis purpureae folium) – wysuszony liść o zawartości nie mniej niż 0,3% glikozydów kardenolidowych, w przeliczeniu na digitoksynę.
DziałanieZawiera saponiny, śluzy i glikozydy o działaniu nasercowym. Najsilniej działającym z nich jest digitoksyna, stosowana w leczeniu nerwic i chorób serca. W Polsce obecnie nie stosuje się tej rośliny w ziołolecznictwie. Zamiast niej jest stosowana naparstnica wełnista, która jest mniej toksyczna.: Naparstnica jest rośliną trującą. Objawy ostrego i przewlekłego zatrucia to między innymi: nudności, wymioty, ból brzucha, biegunka, ból w klatce piersiowej, duszność, bóle głowy, osłabienie, zmęczenie, splątanie, delirium, psychozy, zaburzenia widzenia. Objawy mogą rozwinąć się w ciągu 48 godzin, a nawet kilku dni od przyjęcia glikozydów nasercowych.

### Roślina ozdobna
Ze względu na efektowne kwiaty chętnie jest uprawiana w ogrodach. Nadaje się na kwiaty cięte. Nie ma specjalnych wymagań co do gleby. Wymaga stanowiska słonecznego lub półcienistego. Wysiewa się ją w maju-czerwcu. Sadzonki należy pikować, a jesienią wysadzać na stałe miejsce w rozstawie 30 × 40 cm. Kwitnie w drugim roku.

## Zmienność
- Tworzy mieszańce z naparstnicą zwyczajną i żółtą.
- Wyróżniana jest odmiana Digitalis purpurea var. alba o białych kwiatach.